# Noah Horchler
Noah Horchler (n. Indian Head (Maryland)); 1 de enero de 1998) es un jugador de baloncesto con nacionalidad estadounidense. Con 2,03 metros de altura juega en la posición de alero. Actualmente forma parte de la plantilla del Aris BC de la A1 Ethniki.

## Trayectoria
Es un jugador natural de Indian Head (Maryland), formado en la Palm Bay High School de Palm Bay (Florida), antes de ingresar en 2016 en el Eastern Florida State College situado en Cocoa (Florida), con la que jugó una temporada.
En 2017, ingresa en la Universidad del Norte de Florida, situada en Jacksonville, donde jugaría dos temporadas la NCAA con los North Florida Ospreys desde 2017 a 2019. Tras una temporada en blanco, en 2020 ingresa en el Providence College, situado en Providence, Rhode Island, donde jugaría dos temporadas la NCAA con los Providence Friars desde 2020 a 2022.
Tras no ser drafteado en 2022, en la temporada 2022-23 firma con Aris BC de la A1 Ethniki.